# Hortensia (Buenos Aires)
Hortensia é uma localidade do partido de Carlos Casares, da província de Buenos Aires, na Argentina. Possui uma população estimada em 224 segundo censo de 2010.